# Leptogorgia styx
Leptogorgia styx är en korallart som beskrevs av Bayer 2000. Leptogorgia styx ingår i släktet Leptogorgia och familjen Gorgoniidae. Inga underarter finns listade i Catalogue of Life.